# Acarnus topsenti
Acarnus topsenti är en svampdjursart som beskrevs av Arthur Dendy 1922. Acarnus topsenti ingår i släktet Acarnus och familjen Acarnidae.
Artens utbredningsområde är Indiska oceanen. Inga underarter finns listade i Catalogue of Life.